# 火山烧烤餐厅

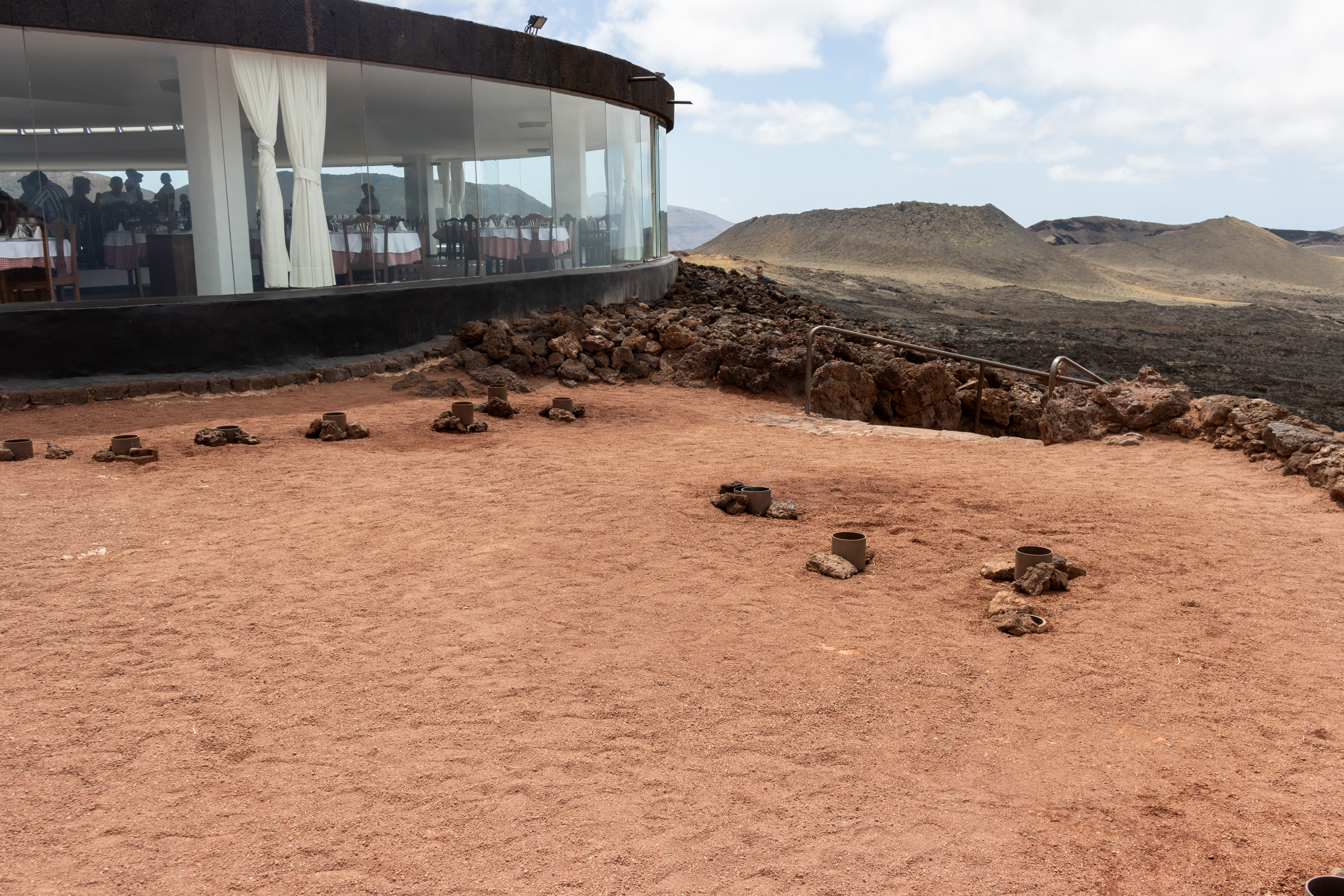
餐厅外景

火山烧烤餐厅（西班牙語：El Diablo，直译为“魔鬼餐厅”）是一家位于西班牙加那利群岛兰萨罗特岛蒂纳霍市镇内的一家火山主题餐厅。餐厅位于蒂曼法亚国家公园的中心区域，公园本身位于活火山的活动区域，而这家餐厅直接使用活火山的高温烹饪食物。